# Myrcianthes callicoma
Myrcianthes callicoma là một loài thực vật thuộc họ Myrtaceae. Loài này có ở Argentina và Bolivia.